# 萬鍾站
万钟站（：／ Manjong yeok */?）是京江線沿線的一座鐵路車站，位于韓國江原道原州市好楮面，有KTX列車停靠。

## 历史
- 1942年9月1日：开始使用。